# Malé Lednice
Malé Lednice (hongrois : Kislednic) est un village de Slovaquie situé dans la région de Trenčín.

## Histoire
La première mention écrite du village date de 1339.

## Démographie

### Évolution de la population
| Année:               | 1994. | 2004.   | 2014.   | 2024.   |
| -------------------- | ----- | ------- | ------- | ------- |
| Nombre de personnes: | 530   | 528     | 507     | 494     |
| Différence:          |       | -0,37 % | -3,97 % | -2,56 % |

| Année:               | 2023. | 2024.   |
| -------------------- | ----- | ------- |
| Nombre de personnes: | 489   | 494     |
| Différence:          |       | +1,02 % |